# Marocko i olympiska sommarspelen 1968
Marocko deltog med 24 deltagare vid de olympiska sommarspelen 1968 i Mexico City. Ingen av landets deltagare erövrade någon medalj.